# Rhêmes-Notre-Dame
Rhêmes-Notre-Dame – miejscowość i gmina we Włoszech, w regionie Dolina Aosty.
Według danych na styczeń 2009 gminę zamieszkiwały 122 osoby przy gęstości zaludnienia 1,4 os./1 km².
Wieś leży u podnóża doliny o tej samej nazwie, prawie pod ścianą Granta Parei. Terytorium wsi jest częścią Parku Narodowego Gran Paradiso. Do niedawna nieznana turystom, jak reszta doliny Rhêmes. Zabudowa drewniana i kamienna, kościół.